# Dipsas oreas
Dipsas oreas – gatunek niejadowitego węża z rodziny połozowatych (Colubridae). Występuje w dolinach po obu stronach Andów w południowym Ekwadorze oraz północno-zachodnim Peru. Prowadzi nocny tryb życia.

## Systematyka
Takson ten po raz pierwszy zgodnie z zasadami nazewnictwa binominalnego opisał w 1868 roku Edward Drinker Cope na łamach „Proceedings of the Academy of Natural Sciences of Philadelphia”. Autor nadał gatunkowi nazwę Leptognathus oreas. Jako miejsce typowe podał wysoko położoną dolinę Quito (w Ekwadorze). Holotyp ma oznaczenie ANSP 10115 (wcześniej USNM 6707), to samiec o długości 691 mm.

### Etymologia
- Dipsas: gr. ὀλίγος dipsas, διψαδος dipsados „jadowity wąż, którego ukąszenie wywołuje silne pragnienie”[7].
- oreas: gr. όρεος oreos – góra, wzgórze[6].

## Morfologia
Jest to niewielki wąż o krótkiej brązowej głowie z ciemnymi brązowymi plamkami, spłaszczonym pysku, dosyć dużych wyłupiastych oczach o jasnobrązowych lub brązowych tęczówkach i czarnych źrenicach. Ma szarawe lub jasnobrązowe ubarwienie z charakterystycznymi ciemnymi owalnymi plamami w liczbie od 17 do 30. Plamy te w przedniej części ciała są szersze i tworzą pełne pierścienie, a w tylnej węższe i nie domykające się. Gatunek ten jest najbardziej podobny do Dipsas andiana, Dipsas oligozonata i Dipsas jamespetersi.
Wymiary:
|                          | Samiec   | Samica   |
| Długość całkowita (mm)   | 785      | 827      |
| Długość SVL (mm)         | 543      | 626      |
| Długość TL (mm)          | 242      | 201      |
| Łuski grzbietowe (rzędy) | 15/15/15 | 15/15/15 |
| Tarczki brzuszne         | 167–184  | 167–184  |
| Tarczki podogonowe       | 82–91    | 70–83    |
| Tarczki zaoczne          | 2        | 2        |

## Występowanie
Dipsas oreas jest gatunkiem występującym na zachodnich, centralnych i wschodnich stokach Andów na południu Ekwadoru (w prowincjach Azuay, Chimborazo, Loja, Pichincha, Santa Elena, Santo Domingo de los Tsáchilas i El Oro) i w północno-zachodnim Peru, na wysokościach od 300 do 2700 m n.p.m.

## Ekologia i zachowanie
Gatunek ten występuje w górskich zaroślach, tropikalnych lasach górskich i lasach mglistych, ale spotykany jest także na obszarach upraw i pastwiskach z rozproszonymi pojedynczymi drzewami. Prowadzi nocny tryb życia. Żeruje w godzinach nocnych w czasie opadów deszczu i mżawki na poziomie gruntu lub na roślinności na wysokości od 0,15 do 2,3 m nad ziemią. W ciągu dnia znajdowano je zwinięte pod skałami, w ściółce z liści, w szczelinach lub w bromeliowatych. Dieta tego gatunku składa się głównie ze ślimaków. W lęgu samica składa od 3 do 8 jaj w szczelinach na głębokości 5–30 cm pod ziemią.

## Status
W Czerwonej księdze gatunków zagrożonych IUCN Dipsas oreas jest klasyfikowany jako gatunek bliski zagrożenia (NT, ang. Near Threatened). Gatunek ten jest opisywany jako niepospolity. Trend liczebności populacji jest uznawany za spadkowy.